# Нова-Градишка
Но́ва-Гра́дишка (хорв.  Nova Gradiška) — город в Хорватии, в восточной части страны, в Бродско-Посавской жупании. Население — 13 264 человека (2001).

## Общие сведения
Нова-Градишка располагается в центральной части Посавины, плодородного региона вдоль Савы. В 10 километрах к югу от города протекает Сава, которая в этом месте отделяет Хорватию от Боснии и Герцеговины, в 10 километрах к северу проходит холмистая гряда Псунь. Ближайшие города — Пожега (25 километров) и Славонски-Брод (50 километров). Через город проходит железная и автомобильная дороги Загреб — Славонски-Брод — Белград.
Основой экономики города являются пищевая и деревообрабатывающая промышленность.

## История и достопримечательности
Город был основан в 1756 году, после того как была образована Военная Граница и установилась граница по Саве с Османской империей. Нова Градишка была основана беженцами с территорий, занятых турками, название происходит от слов «Новый город».
Главная достопримечательность города — церковь св. Терезы, построенная в конце XVIII века.
Город сильно пострадал во время войны в 90-х годах XX века от обстрелов со стороны боснийских сербов. Другая знаменитая церковь города — храм Св. Стефана был полностью разрушен, были повреждены или разрушены многие городские строения. Восстановительные мероприятия продолжались несколько лет после окончания войны.